# Stanisława Łowińska
Stanisława Łowińska (ur. 1946 w Ścinawce Górnej) – polska poetka i dziennikarka

## Życiorys
Absolwentka Liceum Ogólnokształcącego im. Henryka Sienkiewicza w Nowej Rudzie. Ukończyła kulturoznawstwo na Uniwersytecie im. A. Mickiewicza w Poznaniu oraz Podyplomowe Studium Dziennikarskie na Uniwersytecie Jagiellońskim w Krakowie.
Należy do Związku Literatów Polskich.
Przez szereg lat pracowała w „Tygodniku Ludowym”, publikowała w prasie lokalnej i ogólnopolskiej oraz w pismach literackich m.in. w: „Arkuszu”, „Przekroju”, „Tygodniowym Ilustrowanym Magazynie” – „TIM”, „Zielonym Sztandarze”, „Gazecie Zachodniej”, „Gazecie Poznańskiej”, „Expressie Poznańskim”. Realizowała również programy w TV „S” w Poznaniu. Do 2000 roku pełniła funkcję redaktora naczelnego miesięcznika wielkopolskiej oświaty „Otwarta Szkoła”. Żona muzyka  Bogusława Łowińskiego.

## Publikacje
Swoje utwory publikowała m.in. w wydawnictwach zbiorowych: w almanachu młodej poezji wielkopolskiej – „Którzy pamiętali słońce” (Poznań, 1982), almanachu poezji nauczycieli – „Drugi Puls” (Poznań, 1984), almanachu poezji pt. „Przedpole” (Poznań, 1986), a także wyborach wierszy „Jan Paweł II w poezji polskiej” (Poznań, 1991), „Jesteś” (Poznań, 1993), „Antologia poezji konińskiej” (Konin, 1996), „Młodość czasem nawrócenia” (Poznań, 1997), „Przez wszystko do mnie przemówiłeś Panie” (Poznań, 1998) oraz „Cud, który jest” (Milicz, 2003) – oprac. ks. Wacława Buryły na 25-lecie pontyfikatu Jana Pawła II. Była także pomysłodawczynią i współautorką opracowania historycznego „Jeszcze Polska nie umarła” (Poznań, 1997) dotyczącego 200-lecia „Mazurka Dąbrowskiego” oraz „Pieśni nieśmiertelnej” wydanej z okazji jego dwieście dziesiątej rocznicy (Poznań, 2007).
Od 1975 roku jej wiersze prezentowane były na antenie Polskiego Radia. Znajdują się one także w publikacjach Noworudzkich Spotkań z Poezją (od 1994). Wydała tomik poezji „Dotykać serca” (Poznań, 1990), bajkę „Kot Fantasta” (Wrocław, 1991) oraz zbiór wierszy „Złożyć Słowo” (Nowy Tomyśl, 1996), "Cisza na palcach" (Poznań, 2008).

## Działalność społeczno-artystyczna
Łowińska była inicjatorką i założycielką Klubu Młodego Dziennikarza przy Młodzieżowym Domu Kultury Nr 1 w Poznaniu, który prowadziła przez kilka lat, udostępniając młodzieży redagowanie gazetki festiwalowej „Kurtyna”, ukazującej się w czasie Ogólnopolskich Festiwali Teatrów Szkolnych, jak i udział w audycjach radiowych i telewizyjnych. Młodzi dziennikarze publikowali także w prasie regionalnej i zagranicznej.
Lednicka Wiosna Poetycka
Stanisława Łowińska jest pomysłodawczynią i realizatorką Lednickiej Wiosny Poetyckiej. Każdego roku nad Lednicą, w Muzeum Pierwszych Piastów, za jej sprawą rozstrzygany jest konkurs poetycki „O koronę Wierzbową”, który zainicjowała w 1997 r.
Dotychczas ukazało się sześć poetyckich książek: „Strofy Lednickie” (Poznań, 1999), „Daj nam liści do korony, daj powracać...” (Poznań, 2002), „Na niemałej wyspie” (Poznań, 2003), „Z serca na serce”, "Imię Wiatru” (Poznań, 2006).
Lednicka Wiosna Poetycka to nie tylko poezja, to również plenery plastyczne, spotkania z muzyką, z wybitnymi artystami, poetami scen polskich. To także symboliczne sadzenie wierzb w Gaju Poezji na terenie Muzeum Pierwszych Piastów na Lednicy.
Członkini Rady Osiedla Nowe Winogrady Północ (Jednostki Pomocniczej Miasta Poznania) oraz Rady Osiedla Zwycięstwa Poznańskiej Spółdzielni Mieszkaniowej "Winogrady"

## Wyróżnienia
- 1978–1982 – Nagrody i wyróżnienia m.in. „Zielonej Wazy” w Poznaniu i Festiwalu Artystycznego Nauczycieli w Lesznie
- 1986 – Odznaka Honorowa Miasta Poznania
- 1987 – Odznaka „Zasłużony Działacz Kultury” (MKiS)
- 2004 – Medal Komisji Edukacji Narodowej
- 2006 – Nagroda Marszałka Województwa Wielkopolskiego
- Publikacje prasowe S. Łowińskiej dotyczące osób niepełnosprawnych zostały nagrodzone przez Stowarzyszenie Walki z Kalectwem.

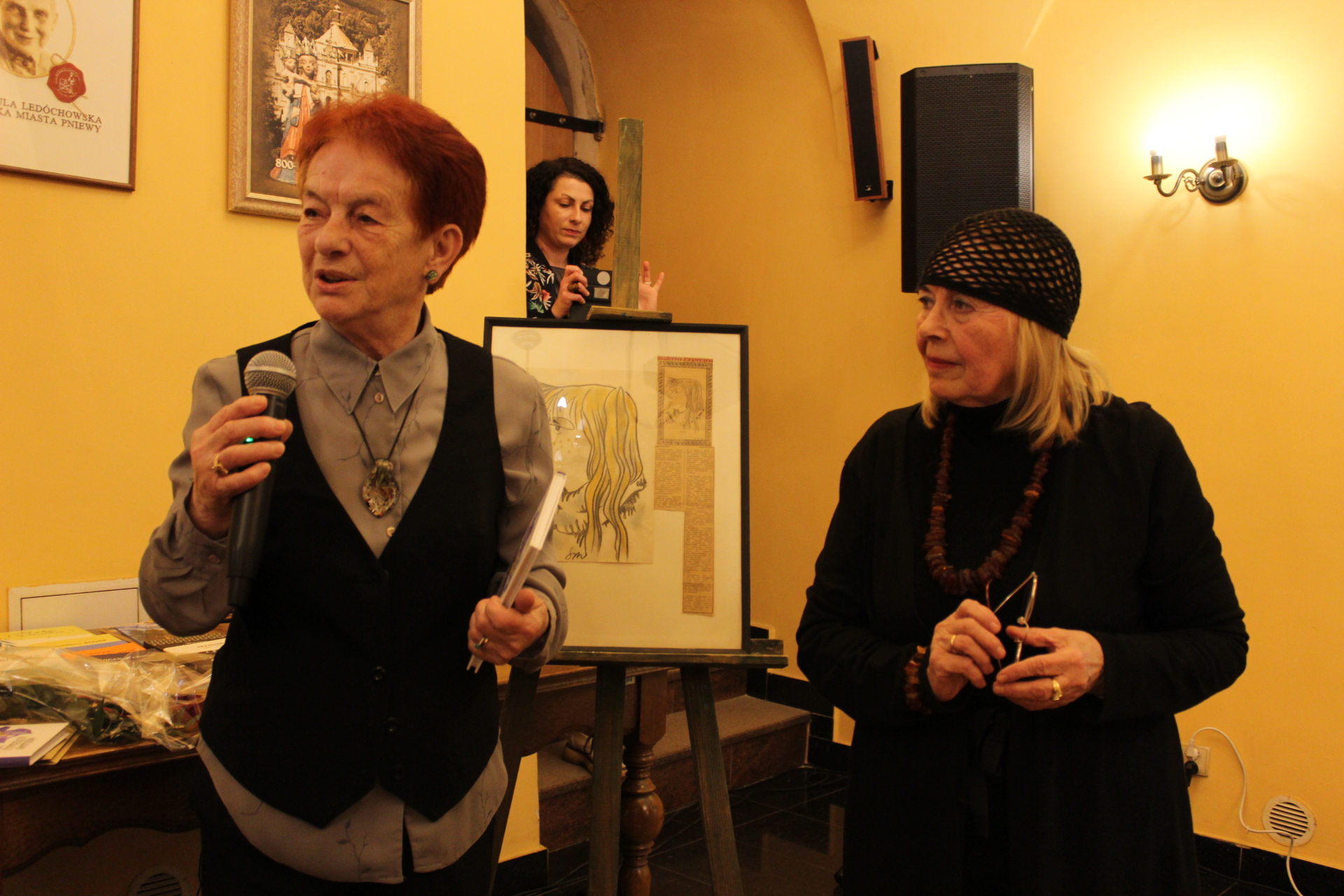
Witolda Walosczyk i Stanisława Łowińska
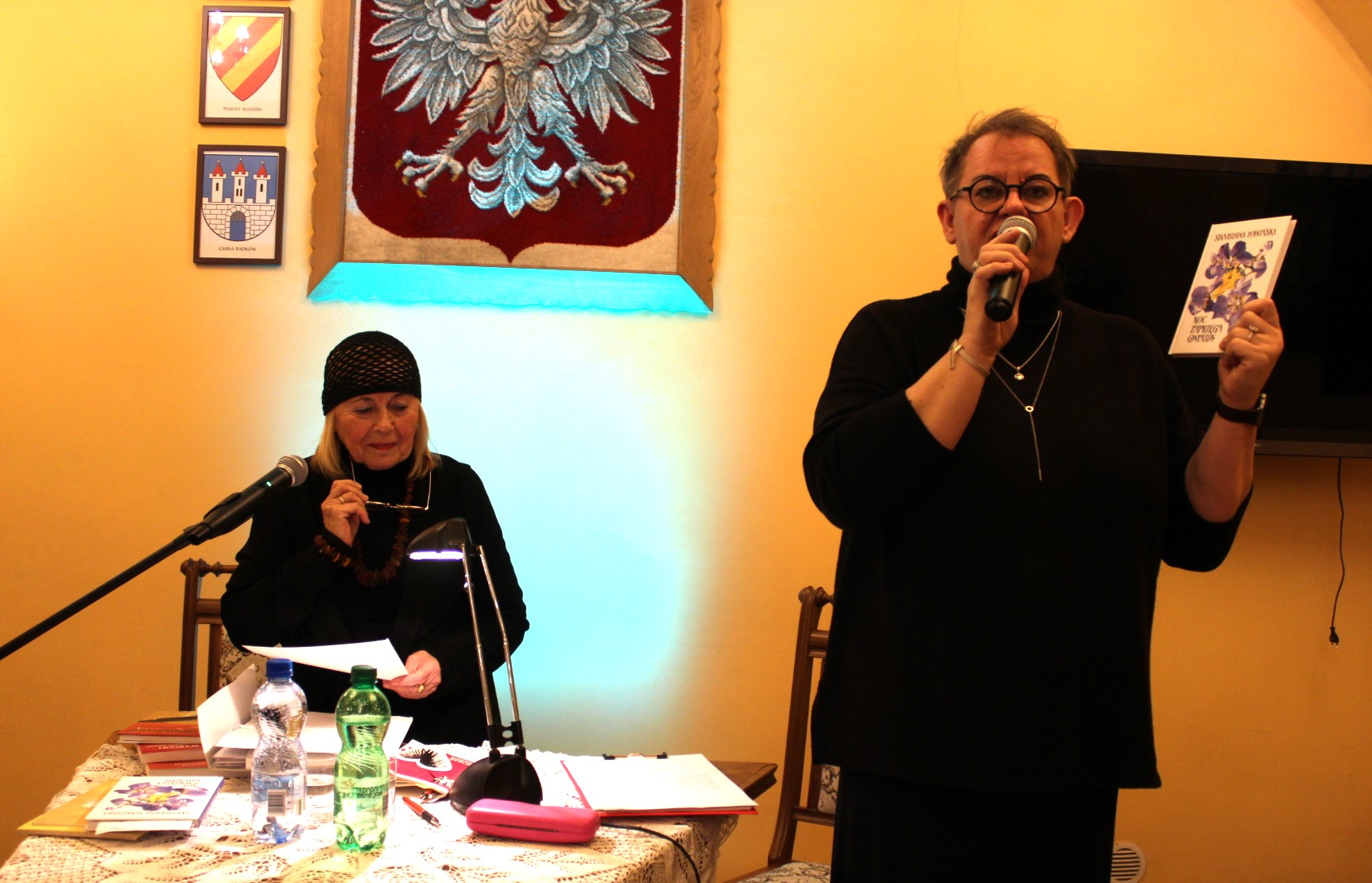
St. Łowińska z Joanną Zyzdą-Kusiakiewicz